# Ноай, Луи де
Луи де Ноай (фр. Louis de Noailles; 21 апреля 1713, Версаль — 22 августа 1793, Сен-Жермен-ан-Ле), 1-й герцог д'Айен и 4-й герцог де Ноай, пэр Франции, гранд Испании 1-го класса — французский государственный и военный деятель, маршал Франции.

## Биография
Сын герцога Адриена-Мориса де Ноая, маршала Франции, и Франсуазы-Шарлотты д'Обинье, племянницы и наследницы мадам де Ментенон.
Первоначально носил титул графа д'Айен. Постановлением, данным в Париже 2 февраля 1718 был по праву наследования предварительно назначен  в шотландскую роту королевских телохранителей, губернатором Руссильона в целом и города и цитадели Перпиньяна в частности, губернатором Сен-Жермен-ан-Ле и капитаном охот на зависимых от него землях.
Поступил на службу мушкетером в 1729 году, патентом от 4 марта 1730 получил кавалерийский полк Ноая, которым до этого командовал его отец. 23 декабря 1731 принес присягу как командир роты королевских телохранителей и в тот же день получил патент, позволявший ему служить в качестве гвардейского капитана совместно с отцом, и вступавший в действие с 1 января 1732.
В ходе войны за Польское наследство участвовал в осаде Келя (1733), атаке Эттлингенских линий и осаде Филиппсбурга (1734). В феврале 1735 его отец был назначен командующим Итальянской армией, и граф д'Айен последовал за ним на Апеннины. Участвовал в осадах и взятиях Гонзаги, Реджоло, Ревере и марше армии к Трентино, заставившем противника отступить к тирольской границе.
Жалованной грамотой, данной в Версале в феврале 1737, и зарегистрированной парламентами Парижа (12.02) и Бордо (16.02), возведен в титул герцога д'Айен.
1 января 1740 произведен в бригадиры. Во время войны за Австрийское наследство 1 мая 1742 определен в Баварскую армию, в которой служил сначала под командованием герцога д'Аркура, затем графа Саксонского, и за время пребывания армии в Нидеральтахе участвовал в нескольких оживленных перестрелках с аванпостами противника. Баварская армия была направлена на соединение с войсками маршала Майбуа, при этом бригада герцога д'Айена вошла в состав резерва графа Саксонского. Войска овладели несколькими дефиле, изгнали из Фалькенау гусарский отряд. Герцог д'Айен содействовал взятию Элленбогена, где капитулировали пятьсот человек, затем, все также в составе резерва, двинулся на Деккендорф, откуда в январе 1743 вернулся со своим полком во Францию.
1 апреля 1744 назначен во Фландрскую армию, а 1 мая стал королевским адъютантом. Участвовал в осадах Менена, Ипра и Фюрна, после чего двинулся в Эльзас, участвовал в деле при Аугенуме и в осаде и взятии Фрайбурга.
В следующем году так же определенный в ту же армию (1.04.1745) и снова назначенный королевским адъютантом (1.05.1745), сражался в битве при Фонтенуа и участвовал в осадах Турне и Ауденарде. 1 мая 1746 опять назначен королевским адъютантом. Вернулся с королем во Францию в июле. В июле 1747 сражался в битве при Лауфельде.
1 января 1748 произведен в генерал-лейтенанты. 15 апреля был определен во Фландрскую армию, но 30-го был подписан мир, и он не успел присоединиться к армии.
1 января 1749 пожалован в рыцари орденов короля. Орденскую цепь Святого Духа получил 2 февраля. В январе 1754 отказался от командования кавалерийским полком Ноая в пользу своего сына, а 23 декабря того же года отец уступил ему губернаторство Сен-Жермен-ан-Ле. 
С началом Семилетней войны 1 марта 1757 орпределен в Германскую армию маршала д'Эстре. Прибыл в ее расположение 15 мая. В июле участвовал в битве при Хастенбеке, содействовал в завоевании Ганноверского курфюршества, несколько месяцев командовал в Касселе, затем командовал кавалерийским отрядом, и в декабре вернулся во Францию. 23 декабря 1758, после отставки своего отца, принял командование гвардейской ротой.
В 1766 году наследовал своему отцу, в том числе и как губернатор Руссильона, каковую должность сохранял до 1791 года.
Не имевший значительных воинских заслуг, Луи де Ноай 30 марта 1775 был произведен в маршалы Франции, в рассуждение знатности его рода и проделанных им военных кампаний.
В качестве капитана телохранителей он находился на посту 5 января 1757, когда Людовик XV был ранен Дамьеном. Покушавшийся оттолкнул герцога, чтобы нанести удар, после чего был схвачен.
В качестве придворного Луи де Ноай не стеснялся высказывать мнение, отличное от согласного хора придворных льстецов, и по этому поводу ходило немало анекдотов, некоторые из которых приводит «Всеобщая биография» Мишо. Так однажды Людовик XV сказал, что откупщики налогов, в сущности, поддерживают государство. «Да, сир, как веревка поддерживает повешенного», — ехидно ответил де Ноай.

## Семья
Жена (25.02.1737): Катрин-Франсуаза-Шарлотта де Коссе-Бриссак (13.01.1724—22.07.1794), дочь герцога Шарля-Тимолеона-Луи де Коссе-Бриссака и Катрин Пекуаль. Гильотинирована 4 термидора II года республики вместе с невесткой и внучкой
Дети:
- Жан-Луи-Поль-Франсуа (26.10.1739—20.10.1824), герцог д'Айен и де Ноай. Жена (25.02.1755): Анриетта-Анн-Луиза д'Агессо (ум. 1794)
- Адриенна-Катрин (24.12.1741—1.02.1814). Муж (26.06.1755): Рене-Ман де Фруле (1736—1814), граф де Тессе
- Эмманюэль-Мари-Луи (12.12.1743—9.1822). Жена (11.12.1762): Шарлотта-Франсуаза де Алленкур де Дромениль (1745—?)
- Филиппина-Луиза-Катрин (17.09.1745—22.12.1791). Муж (27.06.1763): Луи-Антуан-Арман де Грамон (1746—1795), герцог де Леспар, сын герцога Антуана VII де Грамона